# Magnus von Knebel
Karl Magnus von Knebel Doeberitz (* 19. März 1890 in Friedrichsdorf, Kreis Dramburg; † 31. Dezember 1942 ebenda) war ein deutscher Agrarpolitiker. Er war unter anderem Vizepräsident des Reichsbundes der Genossenschaften.

## Leben und Tätigkeit
Knebel war das dritte von fünf Kindern des Gutsbesitzers Edgar von Knebel Doeberitz und dessen Frau Isidore, geborener von Biel. Nachdem er ursprünglich eine Militärkarriere angestrebt hatte, wurde er durch den Tod seines Bruders zum Erben des Familiengutes Friedrichsdorf, dessen Bewirtschaftung er 1914 übernahm. Beim Ausbruch des Ersten Weltkriegs kehrte er jedoch zu seinem Regiment, dem Königin-Kürassierregiment in Pasewalk, zurück, mit dem er in Frankreich, Kurland und Rumänien zum Einsatz kam. Im November 1918 erlitt er eine Gasvergiftung.
Nach seiner Rückkehr aus dem Krieg übernahm Knebel 1919 endgültig die Bewirtschaftung Gut Friedrichsdorf. Es gelang ihm, das Gut erfolgreich zu modernisieren und auf Veredelungswirtschaft umzustellen. Daneben engagierte er sich im landwirtschaftlichen Genossenschaftswesen und in politischen Organisationen der Landwirtschaft. Zur Jahreswende 1918/1919 wurde er Kreisvorsitzender in der Sektion des Pommerschen Landbundes für seinen Heimatkreis Dramburg. In dieser Stellung gelang es ihm, die lokalen Bauern- und Landarbeiterräte zu befrieden und das weitgehend unbeeinträchtigte Weiterfunktionieren der Landwirtschaft in Dramburg sicherzustellen. Da Knebel sich auch in den folgenden Jahren als Kreisvorsitzender des Landbundes in Dramburg bewährte, wurde er 1926 zum Direktor der Hauptgenossenschaft der pommerschen landwirtschaftlichen Genossenschaften berufen. In dieser Eigenschaft sowie als dominierende Figur der pommerschen Landwirtschaftskammer gehörte er in der Spätphase der Weimarer Republik zu den wichtigsten politischen Interessenvertretern der ostelbischen Landwirtschaft.
Politisch war Knebel in den 1920er und frühen 1930er Jahren vor allem den führenden Männern im Reichswehrministerium eng verbunden, von denen zumal Kurt von Schleicher und Kurt von Hammerstein zu seinen persönlichen Freunden zählten. Als Beauftragter von Hans von Seeckt und Schleicher suchte Knebel frühzeitig Adolf Hitler auf, um zu prüfen, inwieweit dieser als politischer Verbündeter für die Armee in Frage kam. Dabei soll er angeblich auf Anhieb zu einer vernichtenden Einschätzung von Hitlers Persönlichkeit („Verbrecher“) gekommen sein. Auch sonst gehörte Knebel zu den engsten Beratern Schleichers. Da Knebel, obwohl überzeugter Monarchist und Mitglied des Deutschen Herrenklubs, zu den politisch vergleichsweise moderaten Repräsentanten der ostelbischen Großagrarier gehörte, wurde er um 1927 von Gustav Stresemann mit der Aufgabe betraut, während der sich zu dieser Zeit verschärfenden Agrarkrise in den deutschen Ostprovinzen zwischen den Grundbesitzern und den Vertretern der Arbeitnehmerschaft zu vermitteln. Dabei entwarf er als Lösungsrezept Konzepte einer berufsständischen Kooperation, die im Wesentlichen dem in den 1960er Jahren unter der Bezeichnung konzertierte Aktion bekannt gewordenen Maßnahmenpaketen entsprachen.
1932 wurde Knebel als Stellvertreter von Andreas Hermes zum Vizepräsidenten des Reichsbundes der Genossenschaften gewählt. Im Frühjahr 1933 wurde er kurzzeitig verhaftet, jedoch nach kurzer Zeit wieder auf freien Fuß gesetzt. In späteren Jahren gehörte er dem konservativen Widerstand um Karl Friedrich Goerdeler an. Der von ihm propagierte Plan, einen Militärputsch gegen Hitler unter Führung des preußischen Kronprinzen Wilhelm ins Werk zu setzen, scheiterte bereits im Ansatz an der Weigerung des Hohenzollern sich hierauf einzulassen.
1939 hatte sein Rittergut Friedrichsdorf einen Umfang von 1352 ha. Verwaltet wurde es von einem Administrator, was dafür spricht, das dies eine Auflage eines Kreditgebers war, in dem Fall die Rechtsnachfolger der alten Ritterschaftsbanken. Den größten Anteil der Besitzung hatte der Wald, gleichfalls wurde in klassischer Gutsform eine große Schweineviehzucht betrieben. Magnus war 1940 mit seiner Frau und seinem Sohn Edgar Mitglied der frühzeitig gleichgeschalteten Deutschen Adelsgenossenschaft, Landesabteilung Pommern.
Knebels politischer Nachlass, nach dem das Bundesarchiv in den 1960er Jahren suchte, gilt als vernichtet.

## Ehe und Familie
Am 18. Februar 1913 heiratete Knebel in Stettin Elisabeth Rose von Waldow (* 18. Mai 1891 in Fischhausen, ✝ 7. Juli 1973 Bad Godesberg), mit der er mehrere Kinder hatte. Der älteste Sohn Rudolf, Erbe von Friedrichsdorf, Dr. jur., war Ehrenkommendator des Johanniterorden. Sein Schwiegervater war der Oberpräsident Wilhelm von Waldow, der ebenso die besondere Titulatur eines Ehrenkommendator des Johanniterordens innehatte.